# Дагестанский аул (музей)
Дагестанский аул (государственное учреждение «Музей-заповедник — этнографический комплекс «Дагестанский аул») — многофункциональный музейный культурно-образовательный и информационный центр, расположенный в Махачкале. Основными целями музея являются обеспечение сохранности, пополнение, исследование и популяризация историко-культурного наследия края для жителей и гостей Республики Дагестан.

## О музее
Создан в 2009 году в целях сохранения исторического и культурного наследия и обеспечения преемственности культурно-исторического развития народов Дагестана. Размещается в знаменитом «Доме с атлантами» (ул. Даниялова, 31), построенном в 1876 году для армянского купца Авалова. Музей занимает несколько залов в помещении, на остальной части которого размещается Национальный музей Республики Дагестан им. А. Тахо-Годи.
Экспозиция музея состоит из четырёх залов, в которых представлены: воссозданный интерьер горского дома, традиционные промыслы и традиционная одежда народов Дагестана, предметы быта, домашняя утварь и изделия декоративно-прикладного искусства, отражающие культуру Дагестана. В отдельном зале экспонируется современная авторская одежда в этническом стиле и изделия современного искусства Дагестана.
В 2010 году музей-заповедник начал реализацию проекта по реконструкции традиционной одежды народов Дагестана.
Музей имеет филиал — Историко-архитектурный комплекс «Кала-Корейш» (Дахадаевский район, Уркарах) и представительство — «Рутульский национальный музей» в селе Рутул.
В перспективе предполагается создание в республике целого комплекса объектов музейного показа, имеющего разноплановые экспозиции, отражающие богатую и самобытную культуру народов Дагестана. Среди них проект реконструкция и музеефикация старого аула «Кубачи» и строительство этнографического комплекса под открытым небом «Дагестанский аул», который может стать частью программы туристического кластера «Курорты Северного Кавказа».